# Izvanzemaljsko nebo
U astronomiji, izvanzemaljsko nebo je pogled na svemir s površine astronomskog tijela koje nije Zemlja. 
Jedino izvanzemaljsko nebo koje su astronauti izravno promatrali i fotografirali je Mjesečevo. Nebo Venere, Marsa i Titana promatrano je svemirskim sondama dizajniranim za slijetanje na površinu i prijenos slika natrag na Zemlju. 
Čini se da se značajke izvanzemaljskog neba bitno razlikuju zbog niza čimbenika. Izvanzemaljska atmosfera, ako je prisutna, ima veliki utjecaj na vidljive karakteristike. Gustoća i kemijski sastav atmosfere mogu pridonijeti razlikama u boji, neprozirnosti (uključujući maglu) i prisutnosti oblaka. Astronomski objekti također mogu biti vidljivi i mogu uključivati prirodne satelite, prstenove, zvjezdane sustave i maglice i druga tijela planetarnog sustava. 

## Luminoznosti kutni promjer Sunca
Prividna jakost Sunčevog sjaja mijenja se prema zakonu obrnutih kvadrata, stoga se razlika u veličini kao rezultat veće ili manje udaljenosti od različitih nebeskih tijela može predvidjeti sljedećom formulom: 
{\displaystyle {\text{jakost}}\ \sim \ {\frac {1}{{\text{udaljenost}}^{2}}},}
gdje "udaljenost" može biti u km, AJ ili bilo kojoj drugoj odgovarajućoj jedinici. 
Za ilustraciju, budući da je Pluton u prosjeku udaljen 40 AJ od Sunca, proizlazi da bi se činilo da je matična zvijezda {\displaystyle {\frac {1}{1600}}} puta svijetla kao na Zemlji. 
Iako bi zemaljski promatrač našao dramatično smanjenje dostupne sunčeve svjetlosti u tim okruženjima, Sunce bi i dalje bilo dovoljno sjajno da baca sjene čak i na hipotetskom Devetom planetu, koji se možda nalazi na udaljenosti od 1.200 AJ, i po analogiji bi Sunce i dalje sjalo kao puni Mjesec što se vidi sa Zemlje. 
Promjena kutnog promjera Sunca s udaljenošću prikazana je na donjem dijagramu: 
Kutni promjer kruga čija je ravnina okomita na vektor pomaka između točke gledanja i središta spomenute kružnice može se izračunati pomoću formule
{\displaystyle \delta =2\operatorname {arctg} \left({\frac {d}{2D}}\right),}
u kojem {\displaystyle \delta } je kutni promjer, dok su {\displaystyle d} i {\displaystyle D} stvarni promjer i udaljenost objekta. Kada je {\displaystyle D\gg d}, imamo {\displaystyle \delta \approx d/D}, a dobiveni rezultat je u radijanima. 
Za sferni objekt čiji je stvarni promjer jednak {\displaystyle d_{\mathrm {stv} },} i gdje {\displaystyle D} je udaljenost do središta kugle, kutni promjer može se pronaći po formuli 
{\displaystyle \delta =2\arcsin \left({\frac {d_{\mathrm {stv} }}{2D}}\right)}
Razlika je zbog činjenice da su prividni rubovi kugle njezine dodirne točke, koje su bliže promatraču od središta kugle. Za praktičnu upotrebu, razlika je značajna samo za sferne objekte koji su relativno blizu, jer aproksimacija malog kuta vrijedi za {\displaystyle x\ll 1}:
{\displaystyle \arcsin x\approx \operatorname {arctg} x\approx x}.

## Obzor
Na stjenovitim planetima i drugim čvrstim nebeskim tijelima sa zanemarivim atmosferskim učincima, udaljenost do obzora za "standardnog promatrača" varira kao kvadratni korijen polumjera planeta. Dakle, obzor na Merkuru udaljen je od promatrača 62% koliko je udaljen od Zemlje, na Marsu je 73%, na Mjesecu je 52%, na Mimasu je 18% itd. Visina promatrača mora se uzeti u obzir pri izračunavanju udaljenosti do obzora. 

## Merkur
Zbog činjenice da Merkur nema atmosferu, nebo na njemu je crno, a zvijezde i planeti mogu se promatrati čak i danju. Merkur ima južnu zvijezdu α Pictoris, zvijezdu magnitude 3,2. Tamnija je od Sjevernjače (α Ursae Minoris). Omicron Draconis njegova je sjeverna zvijezda. 
U prosjeku, Sunce promatrano s Merkura ima 2,5 puta veći kutni promjer nego promatrano sa Zemlje, a osvjetljenje koje stvara Sunce više je od 6 puta veće. Zbog ekscentričnosti, udaljenosti do Sunca u afelu i perihelu razlikuju se jedan i pol puta, što znači da se tijekom jedne revolucije Merkura oko Sunca, osvjetljenje koje stvara potonje može promijeniti dva puta - zahvaljujući tome možemo govoriti o promjeni godišnjih doba, unatoč činjenici da je os rotacije Merkura praktički okomita na ravninu njegove orbite. 
Trajanje godine dana na Merkuru je 88 zemaljskih dana, a razdoblje rotacije oko svoje osi 59 dana. Dakle, sunčev dan na Merkuru traje 176 zemaljskih dana, ali zbog značajne ekscentričnosti Sunce se kreće vrlo neravnomjerno - ponekad se zaustavi u svom prividnom pokretu i kreće se prema zapadu neko vrijeme, a na nekim područjima Merkura moguće je vidjeti dva izlaska sunca i dva zalaska sunca tijekom dana. 

### Ostali planeti promatrani s Merkura
Nakon Sunca, drugi najsjajniji objekt na Merkurovom nebu je Venera, koja je tamo puno svjetlija nego za zemaljske promatrače. Štoviše, nema planeta koja sjajnije svijetli promatranog s bilo kojeg drugog planeta, poput Venere gledane s Merkura.  Razlog tome je što se Venera, kada je najbliža Zemlji, nalazi između Zemlje i Sunca, pa vidimo samo njezinu noćnu stranu. Zapravo, čak i kad je Venera najsjajnija na Zemljinu nebu, zapravo vidimo samo uski polumjesec. S druge strane, promatraču na Merkuru Venera je najbliža kada je u opoziciji sa Suncem i pokazuje svoj puni disk. Prividna magnituda Venere može dosegnuti do -7,7.
Zemlja i Mjesec su također vrlo svjetli, njihove prividne magnitude su oko -5, odnosno -1,2. Maksimalna prividna udaljenost između Zemlje i Mjeseca je oko 15′. Svi ostali planeti su vidljivi baš kao i na Zemlji, ali nešto manje svijetli u suprotnosti. 
Zodijačka svjetlost vjerojatno je istaknutija nego na Zemlji. 

## Venera
Venerina atmosfera je toliko gusta da se Sunce ne može prepoznati na dnevnom nebu, a zvijezde se ne vide noću. Budući da je bliža Suncu, Venera prima oko 1,9 puta više sunčeve svjetlosti od zemlje, ali zbog guste atmosfere samo oko 20% svjetlosti doseže površinu. Slike u boji snimljene sovjetskim sondama Venera sugeriraju da je nebo na Veneri narančasto. Kad bi se Sunce moglo vidjeti s Venerine površine, vrijeme od jednog do drugog izlaska sunca (sinodički dan) bilo bi 116,75 zemaljskih dana. Zbog Venerine retrogradne rotacije činilo bi se da Sunce izlazi na zapadu, a zalazi na istoku.
S druge strane, promatrač iznad vrhova Venerinih oblaka obilazio bi planet za otprilike četiri zemaljska dana i vidio nebo na kojem Zemlja i Mjesec sjajno sijaju (oko magnitude −6,6, odnosno −2,7) tijekom opozicije. Merkur bi također bilo lako uočiti, jer je bliži i svjetliji, do veličine -2,7,  i zato što je njegovq maksimalna elongacija od Sunca znatno većq (40,5°) nego kad se promatra sa Zemlje (28,3°). 
42 Draconis je najbliža zvijezda Venerinom sjevernom nebeskom polu. Eta¹ Doradus najbliži je svom južnom polu. (Napomena: IAU koristi pravilo desne ruke za definiranje pozitivnog pola u svrhu određivanja orijentacije. Koristeći ovu konvenciju, Venera je nagnuta za 177° ("naopako").)

## Mjesec
Mjesečeva je atmosfera zanemarivo tanka, u biti vakuum, pa je njegovo nebo uvijek crno, kao u slučaju Merkura. Međutim, Sunce je toliko sjajno da je nemoguće vidjeti zvijezde tijekom dana, osim ako je promatrač dobro zaštićen od sunčeve svjetlosti (izravne ili odbijene od tla). Mjesec ima južnu polarnu zvijezdu, δ Doradus, zvijezdu magnitude 4,34. Njegova zvijezda sjevernog pola je Omicron Draconis.
Glavna razlika između mjesečevog neba i zemaljskog, osim crne boje i odsutnosti atmosferske apsorpcije, jest Zemlja. U usporedbi s Mjesecom na Zemljinom nebu, Zemlja na Mjesečevu nebu ima četverostruki kutni promjer, red veličine 2°, i stvara 40 puta više osvjetljenja u "punoj zemlji" od Mjeseca u punom mjesecu, zbog ne samo veće veličine, već i zbog višeg albeda. 

### Pomrčine s Mjeseca
Zemlja i Sunce ponekad se sretnu na mjesečevom nebu, uzrokujući pomrčinu. Na Zemlji se vidi pomrčina Mjeseca kada Mjesec prolazi kroz Zemljinu sjenu; u međuvremenu na Mjesecu se vidi pomrčina Sunca, kada Sunce ode iza Zemlje. Budući da je prividni promjer Zemlje četiri puta veći od Sunčevog, Sunce bi satima bilo skriveno iza Zemlje. Zemljina atmosfera bila bi vidljiva kao crvenkasti prsten. Tijekom misije Apollo 15 pokušano je upotrijebiti TV kameru Mjesečevog pokretnog vozila za gledanje takve pomrčine, ali kamera ili njezin izvor napajanja nisu proradili nakon što su astronauti krenuli na Zemlju.
Zemaljske pomrčine, s druge strane, ne bi bile toliko spektakularne za promatrače na Mjesecu jer je Mjesečeva umbra jako sužena na površini Zemlje. Mutna tamna mrlja bila bi jedva vidljiva. Učinak bi bio usporediv sa sjenom loptice za golf koja baca sjenu na objekt 5 m daleko. Promatrači na Mjesecu bi teleskopima mogli prepoznati umbru kao crnu mrlju u središtu manje mračne regije (penumbra) koja putuje preko punog Zemljinog diska. 
Ukratko, kad god se dogodi neka pomrčina na Zemlji, pomrčina druge vrste dogodi se na Mjesecu. Pomrčine se javljaju za promatrače i na Zemlji i na Mjesecu kad god se dva tijela i Sunce poravnaju u ravnoj liniji ili u sizigiju. 

## Mars
Mars ima samo tanku atmosferu; međutim, izuzetno je prašnjava i ima puno raspršene svjetlosti. Tako je nebo danju prilično sjajno, a zvijezde se ne vide. Marsovska zvijezda sjevernog pola je Deneb, iako je stvarni pol donekle pomaknut u smjeru Alfe Cefeja; točnije je reći da gornje dvije zvijezde Sjevernog križa, Sadr i Deneb, pokazuju na sjeverni nebeski pol Marsa. Kappa Velorum udaljen je samo nekoliko stupnjeva od Marsovog južnog nebeskog pola. 

### Boja marsovskog neba
Stvaranje točnih slika u stvarnoj boji s Marsove površine iznenađujuće je složeno. Da damo samo jedan aspekt koji treba razmotriti, postoji Purkinjeov učinak: odgovor ljudskog oka na boju ovisi o razini ambijentalne svjetlosti; čini se da crveni predmeti potamnjuju brže od plavih kako razina osvjetljenja opada. Postoje velike razlike u boji neba kako se reproduciraju na objavljenim slikama, jer su mnoge od tih slika koristile filtre kako bi maksimizirale svoju znanstvenu vrijednost i ne pokušavaju pokazati pravu boju. Mnogo se godina smatralo da je nebo na Marsu ružičastije nego što se sada vjeruje. 
Sada je poznato da je tijekom marsovskog dana nebo boje maslačka. Oko zalaska i izlaska sunca nebo je ružičaste boje, ali u blizini zalazećeg sunca je plavo. To je suprotno situaciji na Zemlji. Sumrak traje dugo nakon što je Sunce zašlo i prije nego što izađe zbog prašine visoko u Marsovoj atmosferi. 
Na Marsu je Rayleighovo raspršenje obično vrlo slab učinak; crvenu boju neba uzrokuje prisutnost željezovog (III) oksida u česticama prašine u zraku. Te su čestice veće od molekula plina, pa se većina svjetlosti raspršuje Mie raspršivanjem. Prašina upija plavo svjetlo i raspršuje duže valne duljine (crvena, narančasta, žuta). 

### Sunce s Marsa
Sunce s Marsa je 5/8 kutnog promjera kao što se vidi sa Zemlje (0.35°) i šalje 40% svjetla, približno svjetlinu blago oblačnog popodneva na Zemlji. 
Dana 3. lipnja 2014., rover Curiosity je s Marsa promatrao planet Merkur u tranzitu preko Sunca, što je prvi put da je planetarni tranzit primijećen s nebeskog tijela osim Zemlje.

### Zemlja s Marsa
Zemlja je s Marsa vidljiva kao dvostruka zvijezda; Mjesec bi bio uz nju vidljiv kao slabiji suputnik. Maksimalna vidljiva udaljenost između Zemlje i Mjeseca bila bi oko 25′, u donjoj konjunkciji Zemlje i Sunca (za zemaljskog promatrača ovo je opozicija Marsa). Blizu maksimalne elongacije (47,4°), Zemlja i Mjesec zasjali bi prividnim magnitudama −2,5, odnosno +0,9.
- Curiosityjeva prva fotografija Zemlje i Mjeseca s površine Marsa (31. siječnja 2014).[18]
- Zemlja i Mjesec gledani iz Marsove orbite 
 ( MRO; HiRISE; 20. studenog 2016.)[19]

### Venera s Marsa
Venera gledana s Marsa (kada je blizu maksimalne elongacije od Sunca od 31,7°) imala bi prividnu magnitudu od oko -3,2 i bila bi nasjajniji planet na marsovskom nebu.

### Jupiter s Marsa
Jupiter gledan s Marsa tijekom opozicije bi imao prividnu magnitudu od oko -2,6 i bio bi drugi nasjajniji planet na marsovskom nebu.

## Fobos
Nebo na Fobosu, općenito, trebalo bi biti isto kao i na Mjesecu - međutim, Mars će biti vidljiv na Fobosovom nebu, te ima vrlo velik kutni promjer od 41°. Zvjezdana veličina potpuno osvijetljenog Marsa na nebu Fobosa trebala bi biti −21, što je samo 100 puta slabije od Sunca.

## Jupiter
Iako nikada nisu snimljene slike iz Jupiterove atmosfere, umjetnički koncepti obično prikazuju da je Jupiterovo nebo plavo, premda slabije od Zemljinog, jer je sunčeva svjetlost tamo u prosjeku 27 puta slabija, barem u gornjim dijelovima atmosfere. Uski prstenovi planeta mogli bi se slabo vidjeti s jovijanskih širina iznad ekvatora. Dublje u atmosferi Sunce bi bilo zaklonjeno oblacima i maglom raznih boja, najčešće plave, smeđe i crvene. Iako postoje različite teorije za uzrok boja, zasad nema jednoznačnog odgovora.
Čini se da na Jupiteru Sunce pokriva samo 5 kutnih minuta, manje od četvrtine njegove veličine gledano sa Zemlje. Sjeverni pol Jupitera udaljen je nešto više od dva stupnja od Zete Draconis, dok je njegov južni pol oko dva stupnja sjeverno od Delte Doradus. 

### Jupiterovi mjeseci viđeni s Jupitera
Osim Sunca, najistaknutiji objekti na Jupiterovom nebu su i četiri Galilejanska mjeseca. Io, najbliži planetu, bio bi nešto veći od punog Mjeseca na Zemljinom nebu, iako manje sjajan, i bio bi najveći mjesec u Sunčevom sustavu gledan s matičnog planeta. Visoki albedo Europe ne bi prevladao veću udaljenost od Jupitera, pa ne bi zasjenio Io. Zapravo, niska solarna konstanta na Jupiterovoj udaljenosti (3,7% Zemljine) osigurava da niti jedan od Galilejanskih satelita ne bi bio toliko sjajan kao što je puni mjesec na Zemlji, kao ni bilo koji drugi mjesec u Sunčevom sustavu.  
Sva četiri galilejska mjeseca ističu se brzinom kretanja u usporedbi s Mjesecom. Svi su oni također dovoljno veliki da u potpunosti zaklone Sunce. Za razliku od većine ostalih planeta u Sunčevom sustavu, Jupiterova os nije jako nagnuta u odnosu na svoju orbitu pa Sunce nikad ne odstupa od Jupiterove ekvatorijalne ravnine (+/- 3 stupnja). To znači da Jupiterovi mjeseci redovito uzrokuju pomrčine na svom matičnom planetu tijekom cijele godine.

### Nebo Jupiterovih satelita
Nijedan od Jupiterovih mjeseci nema više od tragova atmosfere, pa im je nebo gotovo gotovo crno. Za promatrača na jednom od mjeseci, najistaknutija značajka neba bila bi Jupiter. Za promatrača na Iji, najbližem velikom mjesecu planetu, Jupiterov prividni promjer bio bi oko 20° (38 puta veći od vidljivog promjera Mjeseca, pokrivajući 5% Io-ovog neba). Promatrač na Metisu, Jupiterovom najbližem mjesecu, vidio bi da se Jupiterov prividni promjer povećao na 68° (130 puta veći vidljivi promjer Mjeseca, pokrivajući 18% Metisova neba). "Puni Jupiter" nad Metisom svijetli s oko 4% Sunčeve svjetlosti (svjetlost na Zemlji od punog mjeseca je 400 tisuća puta slabija od sunčeve svjetlosti). 
Budući da su unutarnji Jupiterovi mjeseci u sinkronoj rotaciji oko Jupitera, planet se uvijek pojavljuje na gotovo istom mjestu na njihovom nebu. Promatrači s druge strane Galilejanskih satelita okrenutih od planeta nikada ne bi vidjeli Jupiter, na primjer. 
S Jupiterovih mjeseci pomrčine Sunca uzrokovane Galilejanskim satelitima bile bi spektakularne, jer bi promatrač vidio kružnu sjenu pomrčinskog mjeseca kako putuje Jupiterovim diskom.

## Saturn
Nebo u gornjim dijelovima Saturnove atmosfere je plavo (sa slika misije Cassini u rujnu 2017.), ali pretežna boja njegovih vrhova oblaka sugerira da bi nebo bilo žućkaste boje i u nižim slojevima atmosfere. Promatranja svemirskih letjelica pokazuju da se sezonski smog razvija na Saturnovoj južnoj hemisferi u perihelu zbog nagiba osi. To bi moglo uzrokovati da nebo ponekad postane žućkasto. Kako je sjeverna polutka usmjerena prema suncu samo tijekom afela, tamo bi nebo vjerojatno ostalo plavo. Saturnovi prstenovi gotovo su sigurno vidljivi iz gornjih slojeva njegove atmosfere. Prstenovi su toliko tanki da bi s položaja na Saturnovom ekvatoru bili gotovo nevidljivi. Međutim, s bilo kojeg drugog mjesta na planetu, mogli bi se vidjeti kao spektakularni luk koji se proteže preko polovice nebeske polutke. Sunce, gledano sa Saturna, ima prividnu magnitudu od -22 i kutni promjer nešto više od 3'. Dan na Saturnu traje 10,6 sati, a 1 Saturnova godina - više od 29 zemaljskih godina. Kut između ekvatora Saturna i njegove orbite iznosi gotovo 27°, pa se deklinacija Sunca mijenja u širem rasponu nego na Zemlji i dolazi do promjene godišnjih doba.
Tranzit Jupitera duž sunčevog diska može se promatrati sa Saturna: promjer Jupitera je oko desetine promjera Sunca, međutim, tijekom tranzita Jupiter je bliži Saturnu nego Suncu, stoga je kutni promjer Jupitera veći od petine promjera Sunca, a svjetlina Sunca smanjuje se za više od 5 %. Međutim, takvi se tranziti događaju vrlo rijetko - u prosjeku, manje od jednom u tisućljeću.
Delta Octantis je zvijezda Saturnovog južnog pola. Njegov sjeverni pol nalazi se u krajnjem sjevernom dijelu Cefeja, oko šest stupnjeva od Sjevernjače. 

### Titanovo nebo
Titan je jedini mjesec u Sunčevom sustavu koji ima gustu atmosferu. Slike sa sonde Huygens pokazuju da je Titanovo nebo boje mandarine. Međutim, astronaut koji stoji na površini Titana vidio bi maglovitu smećkastu/tamno narančastu boju. Kao posljedica veće udaljenosti od Sunca i neprozirnost njegove atmosfere, površina Titana prima samo oko 1/3000 sunčeve svjetlosti koju Zemlja prima - dan na Titanu tako je sjajan samo kao sumrak na Zemlji. Čini se vjerojatnim da je Saturn trajno nevidljiv iza narančastog smoga, a čak bi i Sunce bilo samo svjetlija mrlja u magli, jedva osvjetljavajući površinu ledenih i metanskih jezera. Međutim, u gornjim slojevima atmosfere nebo bi imalo plavu boju i Saturn bi bio vidljiv. Sa svojom gustom atmosferom i metanskom kišom, Titan je jedino nebesko tijelo osim Zemlje na kojem bi se mogle stvoriti duge na površini. Međutim, s obzirom na krajnju neprozirnost atmosfere u vidljivom svjetlu, velika većina bila bi vidljiva u infracrvenom zračenju.

## Uran
Sudeći po boji njegove atmosfere, nebo Urana vjerojatno je svijetloplave, odnosno cijan boje. Malo je vjerojatno da se Uranovi prstenovi mogu vidjeti iz gornjih slojeva atmosfere, jer su vrlo tanki i tamni. Uran ima sjevernu polarnu zvijezdu Sabik (η Ophiuchi), zvijezdu magnitude 2,4. Uran također ima južnu polarnu zvijezdu, 15 Orionis, zvijezdu magnitude 4,8. Obje su tamnije od Sjevernjače (α Ursae Minoris), iako je Sabik tek neznatno tamnija.
Jedna od značajki Urana je nagib ekvatora na ravninu njegove orbite: on iznosi oko 98°. Iz tog razloga, većina površine Urana, osim ekvatorijalnih regija, trebala bi imati polarne dane i polarne noći u trajanju do 42 zemaljske godine.

## Neptun
Sjeverni pol Neptuna ukazuje na mjesto na sredini između Game i Delta Cygni. Njegova zvijezda južnog pola je Gamma Velorum.
Sudeći po boji njegove atmosfere, Neptunovo je nebo vjerojatno azurno ili nebesko plavo, slično Uranovu. Kao i u slučaju Urana, malo je vjerojatno da se iz gornjih slojeva atmosfere mogu vidjeti prstenovi planeta, jer su vrlo tanki i tamni.
Osim Sunca, najznačajniji objekt na Neptunovom nebu je njegov veliki mjesec Triton, koji bi izgledao nešto manji od punog Mjeseca na Zemlji. Kreće se brže od našeg Mjeseca, zbog svog kraćeg razdoblja (5,8 dana) složenog njegovom retrogradnom orbitom. Manji mjesec Protej pokazivao bi disk otprilike upola manji od punog Mjeseca. Iznenađujuće je da Neptunovi mali unutarnji mjeseci pokrivaju, u nekom trenutku, više od 10′ na Neptunovom nebu. U nekim se trenucima Despinin kutni promjer nadmeće s Arielom i Ganimedom. Evo kutnih promjera Neptunovih prirodnih satelita (za usporedbu, Zemljin Mjesec je u prosjeku velik 31′ za zemaljske promatrače): Najada, 7–13′; Talasa, 8–14′; Despina, 14–22′; Galateja, 13–18′; Larisa, 10–14′; Protej, 12–16′; Triton, 26–28′. Poravnanje unutarnjih satelita vjerojatno bi stvorilo spektakularni prizor. Neptunov veliki vanjski satelit, Nereid, nije dovoljno velik da se pojavi kao disk vidljiv s Neptuna i nije primjetan na nebu, jer njegova prividna magnituda u punoj fazi varira od 2,2–6,4, ovisno o tome u kojoj se točki u njegovoj ekscentričnoj orbiti to dogodi. Ostali nepravilni vanjski mjeseci ne bi bili vidljivi golim okom, iako bi promatrač s teleskopom bi mogao potencijalno uočiti neke u punoj fazi.
Kao i kod Urana, zbog slabe razine svjetlosti glavni mjeseci izgledaju vrlo tamno. Prividna magnituda Tritona u punoj fazi iznosi samo -7,11, unatoč činjenici da je Triton više nego četiri puta suštinski svjetliji od Zemljinog Mjeseca i da orbitira mnogo bliže Neptunu.

### Tritonovo nebo
Triton, najveći Neptunov mjesec, ima atmosferu, ali je toliko tanka da mu je nebo i dalje crno, možda s blijedom maglicom na horizontu. Budući da Triton kruži sinkronom rotacijom, Neptun se uvijek pojavljuje u istom položaju na svom nebu. Tritonova rotacijska os nagnuta je 130° prema Neptunovoj orbitalnoj ravnini. Dok Neptun kruži oko Sunca, Tritonova polarna područja izmjenjuju se okrenuta prema Suncu tijekom 82 godine, što rezultira radikalnim sezonskim promjenama dok se jedan, a drugi pol pomiče prema Suncu.
Sam Neptun će obuhvatiti 8 stupnjeva na Tritonovom nebu, iako uz maksimalnu magnitudu otprilike usporedivom s onom od punog Mjeseca na Zemlji čini se samo oko sjajna kao pun mjesec, po jedinici površine. Zbog svoje ekscentrične orbite, Nereid bi se znatno razlikovao u svjetlini, od pete do prve magnitude; njegov bi disk bio daleko premalen da bi se vidio golim okom. Protej bi također bilo teško vidljiv, budući da je širok 5-6 kutnih minuta, ali nikada ne bi bio tamniji od magnitude 1.

## Transneptunski objekti
Transneptunski objekt je bilo koji manji planet u Sunčevom sustavu koji kruži oko Sunca na većoj prosječnoj udaljenosti od Neptuna, 30 astronomskih jedinica (AJ).

### Pluton i Haron
Pluton, u pratnji svog najvećeg mjeseca Harona, kruži oko Sunca na udaljenosti koja je obično izvan orbite Neptuna, osim perioda od dvadeset godina kada prolazi iznad ili ispod Neptunove putanje.
S Plutona, Sunce izgleda kao točka gledana ljudskim očima, ali i dalje vrlo sjajna, dajući otprilike 150 do 450 puta svjetlosti punog Mjeseca sa Zemlje (varijabilnost je zbog činjenice da je Plutonova orbita vrlo eliptična, protežući se od 4,4 milijarde km do preko 7,3 milijarde km od Sunca). Unatoč tome, ljudski bi promatrači otkrili veliko smanjenje dostupne svjetlosti: osvjetljenje Sunca na prosječnoj udaljenosti Plutona iznosi oko 85 luksa, što je ekvivalentno osvjetljenju hodnika u uredskoj zgradi ili osvjetljenju zahoda.
Plutonova atmosfera sastoji se od tanke ovojnice plinova dušika, metana i ugljičnog monoksida, koji svi potječu od leda tih tvari na njegovoj površini. Kad je Pluton blizu Sunca, temperatura čvrste površine Plutona raste, što dovodi do toga da se ovi ledovi sublimiraju u plinove. Ova atmosfera također stvara primjetnu plavu izmaglicu koja je vidljiva pri zalasku sunca i možda drugim vremenima Plutonskog dana.

Pluton i Haron su plimno zaključani. To znači da Haron uvijek pokazuje isti dio površine Plutonu te obratno. Promatrači s druge strane Harona od Plutona nikada ne bi vidjeli patuljasti planet; promatrači na udaljenoj strani Plutona od Harona nikada ne bi vidjeli mjesec. Svake 124 godine, nekoliko je godina sezona međusobnih pomrčina, tijekom koje Pluton i Haron naizmjenično pomračuju Sunce u intervalima od 3,2 dana. Haron, gledan s Plutonove površine, ima kutni promjer od oko 3,8°; gotovo je osam puta veći od Mjesečevog kutnog promjera sa Zemlje i oko 56 puta veću površinu. Bio bi to vrlo velik objekt na noćnom nebu, sjajući oko 8% svjetline Mjeseca (izgledao bi tamnije od Mjeseca jer njegovo manje osvjetljenje dolazi s većeg diska). Haronova osvjetljenost bila bi oko 14 mlx (za usporedbu, osvijetljenost neba bez Mjeseca iznosi 2 mlx, dok je nebo tijekom punog Mjeseca osvijetljeno između 300 i 50 mlx).
- Pogled s Hidre. Pluton i Haron (desno); Nikta (lijevo) (umjetnički koncept).
- Pogled s Plutona. Sunce (desno,gore); Haron (lijevo) (umjetnički koncept).
- Pogled s Plutona na Haron i Sunce (umjetnički koncept).
- Pluton na mjesečini (umjetnički koncept).